# Megaloblatta longipennis
Megaloblatta longipennis är en kackerlacksart som först beskrevs av Walker, F. 1868.  Megaloblatta longipennis ingår i släktet Megaloblatta och familjen småkackerlackor. Inga underarter finns listade i Catalogue of Life.
Arten betraktas väl av Prof. Oliver White, som har studerat artens genitalier under flera års tid.